# Окладников, Александр Александрович
Алекса́ндр Алекса́ндрович Окла́дников (1905, Нерчинск — 1988, Улан-Удэ) — советский живописец. Заслуженный деятель искусств Бурятской АССР, Народный художник Бурятской АССР, Заслуженный художник РСФСР (1982).

## Биография
В 1929 г. окончил Иркутский художественный техникум, мастерская И. Л. Копылова. После успешного окончания техникума Окладников возвращается в Верхнеудинск (Улан-Удэ). Преподавал в школе, работал в книжном издательстве. В 1949 −1950 гг.— директор Художественного музея г. Улан-Удэ. С 1933 — член Союза художников СССР. Участник I и II декады бурятского искусства и литературы (1940, 1959, Москва). С 1926 — участник республиканских, межобластных, краевых, зональных, российских, всесоюзных выставок, в том числе персональных в Республиканском художественном музее им. Ц. С. Сампилова (1975, 1980, 1985, Улан-Удэ).
Участник советско-японской войны в должности художника-ретушёра Политуправления Забайкальского фронта.

## Награды
- орден Отечественной войны 2-й степени (11.03.1985)
- орден Красной Звезды (13.09.1945)
- орден «Знак Почёта» (24.12.1959)
- медали
- заслуженный художник РСФСР (28.01.1982)

## Творчество
Работал в технике рисунка, акварели, линогравюры, офорта, живописи.
Известные работы: «Варка масла» (1933), «Декабристы в Селенгинске»(1940), «Вести из России» (1953), иллюстрации к бурятскому эпосу «Гэсэр» (1958), «Байкальские будни» (1959), «Портрет композитора Ж. Батуева» (1963), «Портрет тракториста Мунгонова» (1972).